# Bambari
Bambari so pripadniki zahodno sudanske plemenske skupnosti.
Bambari živijo v Maliju, Burkina Fasu, Nigru in Sudanu.